# Барри, Том (ирландский республиканец)
Томас Барри (англ. Tom Barry; 1 июля 1897, Киллорглин, Графство Кэрри, Ирландия — 2 июля 1980, Корк, Ирландия) — видный партизанский лидер Ирландской республиканской армии (ИРА) во время ирландской войны за независимость, во время которой он был командиром 3-й летной колонны Вест-Корк. Во время гражданской войны в Ирландии он был лидером ИРА выступавшей против Англо-ирландского договора.

## Ранний период жизни
«Томас Бернардин», Барри родился в Киллорглине, графство Керри. Его родителями были Томас Барри (полицейский из Королевских ирландских полицейских сил) и Маргарет Донован. Четыре года спустя Томас Барри Старший ушёл в отставку и открыл бизнес в своем родном городе Росс-Карбери, графство Корк. С 25 августа 1911 года по 12 сентября 1912 года Барри учился в колледже Мунгрет (графство Лимерик). Причина его недолгого пребывания указана в справке из школьного реестра Апостольской школы колледжа Мунгрет; «Ушел — домой (сбежал) без ведома начальства — никакого призвания».

## Первая мировая война
В 1915 году, когда Ирландия участвовала в Первой мировой войне, Барри поступил на службу в Королевскую полевую артиллерию в Корке и стал солдатом британской армии. 
« В июне, когда мне было семнадцать, я решил посмотреть, на что похожа эта Великая война. Я не могу утверждать, что я последовал совету Джона Редмонда или любого другого политика, что, если бы мы сражались за британцев, мы обеспечили бы гомруль для Ирландии, и не могу сказать, что я понял, что такое гомруль. На меня не повлиял зловещий призыв бороться за спасение Бельгии или малых народов. Я ничего не знал о народах, больших или малых. Я пошел на войну только потому, что хотел увидеть, что такое война, получить оружие, увидеть новые страны и почувствовать себя взрослым человеком. Прежде всего, я пошел, потому что не знал ирландской истории и не имел национального самосознания».
.
30 июня 1915 года Барри поступил на службу в Королевскую полевую артиллерию  и был отправлен на военный склад в Атлоне для базовой подготовки. Через шесть месяцев, 21 января 1916 года он был отправлен на месопотамский фронт (современный Ирак). Воевал с января 1916 года в Месопотамии (тогда часть Османской империи). 1 марта он был возведен в чин капрала. В апреле, когда его бригада пыталась прорвать турецкую осаду Эль-Кута, где британцы после тяжелых потерь были вынуждены сдаться, Барри впервые услышал о Пасхальном восстании, которое он описывает в своих мемуарах как «грубое пробуждение». Возможно, в ответ на британский ответ на Восстание, 26 мая Барри понизил свое звание по собственному желанию и вернулся к своему первоначальному званию артиллериста, которое он занимал до конца войны.
С января 1917 г. по март 1918 г. он видел дальнейшие действия к югу от Кута, где его подразделение понесло тяжелые потери, а также в Фаллудже, Самарре и Баакубе. В мае 1918 года его дивизия была переброшена на египетский фронт для кампании в Палестине. Однако Барри оставался в Египте с июня 1918 года по февраль 1919 года, когда его отправили обратно в Ирландию. У Барри были некоторые незначительные дисциплинарные проблемы в армии, его неоднократно наказывали за опоздание на парад и неуважение к сержантам. Тем не менее, когда 7 апреля 1919 года Барри был официально уволен из армии, его описали как трезвого, хорошего и трудолюбивого человека.

## Война за независимость
По возвращении в Бандон, Том сначала начал изучать право и бизнес, одновременно поддерживая дружбу с местными организациями бывших военнослужащих и налаживая связи с ирландским республиканским движением. Первоначально Барри казался гордым своей службой в британской армии во время войны и водрузил флаг Союза в Бандоне в первую годовщину окончания войны в ноябре 1919 года. По этой причине ему не доверяли некоторые местные республиканцы, особенно Том Хейлз.
Фактически, Барри работал секретарем Бандонского отделения ассоциации бывших военнослужащих, которое с середины 1919 до середины 1920 года возглавлял местный профсоюзный деятель граф Бандон. Он также подал заявление о приеме на британскую государственную службу и о размещении в Индии, но, похоже, не сдал соответствующие экзамены.
Барри утверждал в своем заявлении на военную пенсию в 1940 году, что он проник в организацию бывших военнослужащих по приказу офицера разведки ИРА Шона Бакли и был тайно зачислен в ИРА с августа 1919 года. Однако, только в июле 1920 года он официально подал заявку на вступление в 3-ю (Западную) бригаду Корка Ирландской республиканской армии (ИРА), которая тогда участвовала в Войне за независимость Ирландии (1919—1921). Был назван ряд событий, повлиявших на его решение вступить в ИРА, одним из них была его неспособность найти работу после войны, другой причиной называлась смерть товарища, бывшего военнослужащего Джона Бурка, погибшего от рук британских солдат в Корке, на похоронах которого Барри выступал в качестве почетного караула, а третьей причиной было то, что сам Барри разыскивался британцами, из-за чего ему приходилось прятаться. Возможно, он также был возмущен пытками британской армии в июне 1920 года над соотечественниками из Бандона – Тома Хейлза и Пэта Харта.
Перед тем, как вступить в ряды ИРА, он впервые дал интервью офицерам ИРА Теду О’Салливану и Чарли Херли, с целью проверить его. Преодолев подозрения, что он мог быть шпионом, чему способствовал тот факт, что Том Хейлз был арестован и заменен на посту командира бригады Чарли Херли, к концу лета он исполнял обязанности офицера по обучению их бригады. Первоначально ИРА высоко ценила Барри за его военный опыт и способность обучать своих собственных добровольцев.
В это время формировалась партизанская тактика ИРА, организовывались и обучались небольшие группы преданных своему делу партизан. Барри участвовал в четырёх тренировочных лагерях и двух атаках на британские войска осенью 1920 года — в засаде на Фанлобусе 9 октября и в Тууринской засаде 22 октября, в последнем из которых он командовал отрядом. Он также пытался вместе с Чарли Херли убить нескольких сотрудников местной полиции и судебных органов.
Однако, вскоре Барри стал командовать летучей колонной бригады Западного Корка и окончательно прославился в качестве партизанского командира в Засаде Килмайкла 28 ноября 1920 года, поворотной точке войны, в которой 39 партизан ИРА напала на роту вспомогательного подразделения Королевской полиции Ирландии. В ходе данной операции были убиты 38 британцев и трое партизан ИРА. Британцы утверждали, что люди Барри убивали раненых и сдающихся солдат из вспомогательного подразделения, а также искалечили их трупы — обвинение, которое Барри всегда отрицал, утверждая, что он приказал не брать пленных после того, как британцы сымитировали капитуляцию, в результате чего несколько из его людей погибли.
Барри был госпитализирован на время после акции Килмайкла, в ответ было объявлено военное положение в графстве Корк и на большей части провинции Манстер. Однако, в декабре колонна перегруппировалась и в феврале 1921 года атаковала ряд полицейских и военных казарм и устроила засаду на британский военный патруль в доме Бургатии. Вскоре после этого колонна численностью около 30-40 человек рассредоточилась на более мелкие группы и за это время потеряла убитыми 11 человек. Трое мужчин погибли во время засады на Аптонском поезде, ещё семеро были арестованы и расстреляны британскими силами.
19 марта 1921 года Барри мобилизовал крупные партизанские силы; 104 человек были разделены на семь частей, которые вырвались из окружения британских сил (Эссекский полк), численностью 1200 человек, которые устроили засаду у Кросс-Барри. В ходе перестрелки погибли 10 британских солдат, в то время как ИРА потеряла убитыми всего лишь троих (по некоторым данных были убиты 6 бойцов ИРА), включая командира бригады Чарли Херли.
Всего во время конфликта британская армия разместила в графстве Корк более 12 500 военнослужащих, в то время как людей Барри насчитывалось не более 310 человек. В конце концов, тактика Барри сделала Западный Корк неуправляемым для британских властей, кроме как военными средствами. В конце весны и начале лета 1921 года британские войска провели большие зачистки района Западного Корка с воздушным наблюдением и бронетехникой, вынудив колонну Барри проводить большую часть своего времени «в бегах» в гористой местности. Несмотря на то, что они избежали окружения, в начале апреля 1921 года они смогли предпринять только одну крупную атаку на казармы полиции Росс-Карбери.
Способность Барри как партизанского командира была широко признана в ИРА, и в начале лета 1921 года его вызвали в Дублин на встречу с лидером ИРА Майклом Коллинзом и президентом Ирландской Республики Имон де Валерой. Он также участвовал в формировании Первой южной дивизии ИРА, в которой был назначен заместителем командующего.
Барри в своих мемуарах открыто признал, что занимал жесткую позицию в отношении людей, которые, по его мнению, были сотрудниками британских сил. Он заявил, что за первые шесть месяцев 1921 года его подразделение застрелило 16 гражданских лиц, обвиненных в сотрудничестве с британцами. Хотя он признал, что 9 из 16 убитых были протестантами, которые составляли меньшинство в Западном Корке, он утверждал, что они были убиты только по той причине, что они помогали британцам. Он утверждал: «Большинство протестантов Западного Корка жили в мире на протяжении всей борьбы, и ИРА им не мешала». Барри также заявил, что его подразделение сожгло дома местных лоялистов в отместку за сожжение британцами домов республиканцев и осуществило расправы над захваченными и не дежурными британскими солдатами в ответ на казнь добровольцев ИРА.
Война в сельском Корке была внезапно закончена перемирием, которое вступило в силу 11 июля 1921 года. В это время летучая колонна Западного Корка вместе с другими подразделениями ИРА находилась в тренировочном лагере в горах вдоль границы Корк/Керри. Барри, вспомниная свою первоначальную реакцию на данное перемирие, заявил, что услышав эту весь, он был «ошеломленный и неуверенный в будущем», но с облегчением от того, что «дни страха закончились, по крайней мере, на время». Он утверждал, что во время конфликта его подразделение убило более 100 британских солдат и ранило ещё 93.

Позже Барри писал об этом периоде: 
«Они говорили, что я безжалостный, смелый, жестокий, кровожадный, даже бессердечный. Духовенство называло меня и моих товарищей убийцами; но британцы были встречены их собственным оружием. Они ушли в трясину, чтобы уничтожить нас и нашу нацию, и нам пришлось идти вслед за ними»
.

## Гражданская война
Во время переговоров, предшествовавших заключению перемирия, положившему конец войне, британцы потребовали передать им Барри, прежде чем можно будет добиться прогресса по другим вопросам. Майкл Коллинз отказался, хотя впоследствии он в шутку сказал своим товарищам из Корка, что его сильно искушали.
В период перемирия Барри женился на Лесли Мэри Прайс, которая была республиканской активисткой. Барри выступил против англо-ирландского договора от 6 декабря 1921 года, по которому представителями Ирландской республики было дано согласие на раздел Ирландии. В марте 1922 года он участвовал в съезде ИРА, который отказался от полномочий Дайла одобрять Договор, и был избран в исполнительную власть ИРА, выступающего против Договора. В марте 1922 года он и его люди заняли казармы в Лимерике вопреки новому правительству Ирландского Свободного государства, и казалось, что между сторонами начнутся боевые действия, пока не приедет начальник штаба ИРА Лиам Линч и разрядит ситуацию. В мае 1922 года он, Рори О’Коннор и Эрни О’Мэлли захватили колонну с оружием, предназначенную для новых полицейских сил Свободного государства, и отвезли его в штаб-квартиру ИРА, выступавшей против Договора, в Здание четырёх судов.
28 июня 1922 года, когда силы Свободного государства открыли огонь по зданию четырёх судов, между фракциями сторонников и противников Договора официально вспыхнула гражданская война. Барри в то время находился в Корке, но когда начались боевые действия, он направился в Дублин. Он был схвачен, когда пытался попасть в Здание четырёх судов, и был заключен Ирландским Свободным государством в тюрьму Маунтджой после битвы за Дублин в июле 1922 года. Барри высказал мнение, что в начале Гражданской войны, в то время как республиканская сторона был сильнее, они должны были захватить Дублин и крупные города и вызвать новую конфронтацию с британцами. Однако в сентябре того же года он сбежал из лагеря для интернированных в Горманстоне в графстве Мит и отправился на юг, чтобы взять на себя командование Вторым южным подразделением ИРА против сторонников Договора. Барри вернулся к своей предыдущей роли партизанского командира, возглавив колонну из примерно 200 человек, базировавшуюся в Западном Корке. В середине декабря 1922 года он повел своих людей к захвату ряда городов в провинции Манстер, включая Каррик-он-Шур, и городов в Килкенни, а именно Томастаун и Маллинават, убив двух солдат Ирландской национальной армии и взяв в плен более 110 солдат из гарнизона Свободного государства. Однако, из-за нехватки людей и оборудования он не смог удержать эти места, эвакуировав их до прибытия подкреплений Национальной армии. Уходя в суровую местность на границе Корк и Керри, его колонна и подразделения Керри ИРА (всего около 65 человек) в начале 1923 года предприняли штурм Милстрит, не сумев взять город, но убив двух солдат Свободного государства и взяв в плен 39 человек.
Однако, к 1923 году Барри обнаружил, что его колонна все больше ослабла из-за понесенных жертв и арестоы. К февралю 1923 года Барри все чаще спорил с командующим республиканцев Лиамом Линчем о том, что гражданская война должна быть прекращена, поскольку надежды на победу не было. В марте Барри предложил руководству армии ИРА объявить о прекращении огня, но он потерпел поражение 6 голосами против 5. Кампания против заключения договора была с опозданием отменена Фрэнком Эйкеном в мае после того, как Линч был убит в перестрелке с войсками Свободного государства. После этого Ф. Эйкен отдал приказ «сложить оружие». Барри пытался действовать как посредник с поддерживающим Договор ирландским республиканским братством, чтобы положить конец гражданской войне, и через некоторое время получил письмо от властей Свободного государства, предоставляющее ему «иммунитет от ареста». Это заставило его поссориться с другими членами Армейского совета ИРА. Тем не менее, правительство Свободного государства никогда официально не признавало окончание гражданской войны, отмеченное республиканским приказом о прекращении огня и сложении оружия. Барри был вынужден скрываться до тех пор, пока в ноябре 1924 года не была объявлена всеобщая амнистия.
Третья бригада ИРА Корка, в которой Барри командовал подразделением активной службы или летучей колонной, потеряла 34 человека убитыми в войне против британцев и ещё 21 человек убитыми в ходе гражданской войны — всего 55 человек, не считая добровольцев, выступавших за Договор, погибших в гражданской войне, которых Барри не записал в своих мемуарах.

## Последующая карьера в ИРА
По словам историка Брайана Хэнли, после поражения ИРА (противников Договора) в гражданской войне, Том Барри предложил ИРА сдать свое оружие, чтобы предотвратить дальнейшее кровопролитие между ирландскими националистами. Когда Совет армии ИРА отклонил это, он покинул организацию в конце 1923 года. Барри вернулся в ИРА в 1932 году. Однако, биограф Барри Меда Райан оспаривает это, утверждая, что в 1923 году Барри отказался только от руководства ИРА, оставаясь при этом рядовым членом и вновь приняв на себя руководящую роль в 1932 году.
С 1927 по 1965 год Барри служил генеральным суперинтендантом Комиссии Корк-Харбор. Первоначально он предложил сотрудничество ИРА и «Фианна Файл», партии, возглавляемой бывшим республиканским лидером Имоном де Валерой, особенно против Синерубашечников, боевого движения, организованного сторонниками Договора — ветеранами гражданской войны. Однако, Де Валера запретил и ИРА, и организацию Синерубашечников, а Барри был заключен в тюрьму с мая по декабрь 1934 года за хранение оружия. В марте 1936 года Барри был причастен к расстрелу вице-адмирала Генри Сомервилля. Четверо мужчин ворвались в семейный дом Сомервилля в Каслтауншенд и застрелили его из револьвера. Сомервилль отвечал за вербовку местных мужчин для вступления в Королевский флот.
В 1937 году Барри сменил Шона Макбрайда на посту начальника штаба. Барри утверждал, что они саботировали запланированное наступление ИРА в Северной Ирландии. Позже Барри утверждал, что он выступал против бомбардировок Англии 1930-х годов и контактов ИРА с нацистской Германией. Фактически, в январе 1937 года он совершил поездку в Германию в поисках поддержки со стороны Германии, которая была ему гарантирована при условии, что ИРА ограничит свои действия британскими военными объектами после объявления войны. Финансирование должно было осуществляться через ирландскую республиканскую организацию «Clann na Gael» в США. Армейская конвенция в апреле 1938 года вместо этого приняла S-план Шона Рассела. В результате Барри ушёл с поста начальника штаба, но поддерживал контакты с немецкими агентами по крайней мере до февраля 1939 года.

## Карьера в ирландской армии во время Второй мировой войны
В 1940 году Барри был назначен ответственным за разведку в Южном командовании ирландской армии, должность, которую он занимал в ранге коменданта на протяжении Второй мировой войны. В 1941 году ИРА осудила его за то, что он писал для журнала ирландской армии «An Cosantóir».

## После Второй мировой войны
Барри неудачно баллотировался на дополнительных выборах в городе Корк в 1946 году как независимый кандидат и занял 4-е место из 4 кандидатов, набрав лишь 8,7 % голосов.
После 1969 года Барри занимал воинственную позицию относительно конфликта в Северной Ирландии, в 1971 году заявив, что мирными средствами никогда не добиться единства Ирландии и поддерживал там вооруженные действия.
Однако он по-прежнему выступал против бомбардировок ИРА гражданских целей и к 1977 году, похоже, он разочаровался в тактике Временной ИРА, заявив, что «люди, ответственные за недавние убийства… не заслуживают называться ИРА». В том же году он отказался поддержать участников голодовки «Временной ИРА» в тюрьме Портлауаз. Барри был против тактики Временной кампании ИРА, в частности, их использования автомобильных бомб против гражданских лиц, хотя и считал убийства находившихся в Северной Ирландии на военной службе британских солдат правомерными. В интервью ирландской «The Sunday Independent» в 1976 году Барри сказал:

Я поддерживаю право республиканцев стрелять, убивать и кидать бомбы в британские оккупационные войска. Этого никто не может отрицать. Но я не поддерживаю применение бомб против очевидно гражданских целей, таких, как пабы, и всё это кровавое безумие... Я бы никогда не сделал то, что они сделали в Бирмингеме, даже если бы это освободило Ирландию…

## Мемуары
В 1949 году Барри опубликовал свои воспоминания об ирландской войне за независимость «Партизанские дни в Ирландии». В нём описываются действия его бригады, такие как засады в Килмайкл и Кросс-Барри, а также множество других менее известных акций, направленных против британской армии, Чёрно-пегих, вспомогательной дивизии и Королевских ирландских полицейских сил. Книга Барри стала классическим описанием войны и влиятельным руководством по партизанской войне. 9 августа 1970 года Барри принял участие в праздновании пятидесятой годовщины Килмайкла. Позднее мемуры Барри были переизданы Риной Дардис и издательством Anvil Press Poetry.

## Смерть
Барри умер в больнице Корка в 1980 году, его пережила жена Лесли де Барра (урождённая Прайс), на которой он женился в 1921 году. Она была главой организации Cumann na mBan, а затем президентом Ирландского Красного Креста, сыграла важную роль в Пасхальном восстании и фактически была одной из последних женщин, покинувших Генеральный почтамт. Она умерла в 1984 году. Барри похоронен на кладбище Святого Финбарра в Корке.